# Dezső Bánffy
Dezső Bánffy de Losonc (em húngaro: Bánffy Dezső; Kolozsvár, 28 de outubro de 1843 – Budapeste, 24 de maio de 1911) foi um político húngaro, que serviu como primeiro-ministro da Hungria de 1895 a 1899.

## Biografia
Filho do barão Dániel Bánffy e de Anna Gyárfás, Dezső Bánffy nasceu em Kolozsvár, Hungria (atual Cluj-Napoca, Romênia) e estudou nas universidades de Berlim e Leipzig.
Como lorde-tenente do condado de Belső-Szolnok, capitão-chefe de Kővár e curador da Igreja Reformada da Transilvânia, Bánffy exerceu considerável influência política fora do parlamento a partir de 1875, mas pode-se dizer que sua carreira pública começou em 1892, quando tornou-se presidente da Câmara dos Deputados. Como presidente, ele continuou, no entanto, a ser um homem do partido (ele sempre foi um membro do partido de centro-esquerda ou do governo) e ajudou materialmente o governo com suas decisões. Foi um severo adversário dos radicais, e causou alguma sensação ao se ausentar da capital por ocasião do funeral de Lajos Kossuth em 1 de abril de 1894.
Em 14 de janeiro de 1895, o rei, após a queda do ministério de Kálmán Széll, confiou-lhe a formação de um gabinete. Seu programa, resumidamente, foi o cumprimento das leis de reforma da Igreja com o devido respeito às suscetibilidades clericais e à manutenção da Composição de 1867, garantindo ao mesmo tempo a predominância da Hungria. Ele conseguiu apresentar o projeto das leis eclesiásticas para votação na Câmara Alta, apesar da veemente oposição do núncio papal Antonio Agliardi, um triunfo que provocou a queda de Gustav Kálnoky, o ministro dos Assuntos Externos, mas fortaleceu grandemente o ministério na Hungria. Nas eleições subsequentes de 1896, o governo obteve uma maioria gigantesca. Os métodos eleitorais drásticos de Bánffy, no entanto, contribuíram um pouco para esse resultado, e as práticas de corrupção foram o pretexto para a feroz oposição na Câmara que, doravante, teve de enfrentar, embora as medidas que ele agora introduziu (a Lei das Escolas de Oficiais do Honvéd), em circunstâncias normais, teriam sido recebidas com entusiasmo geral.

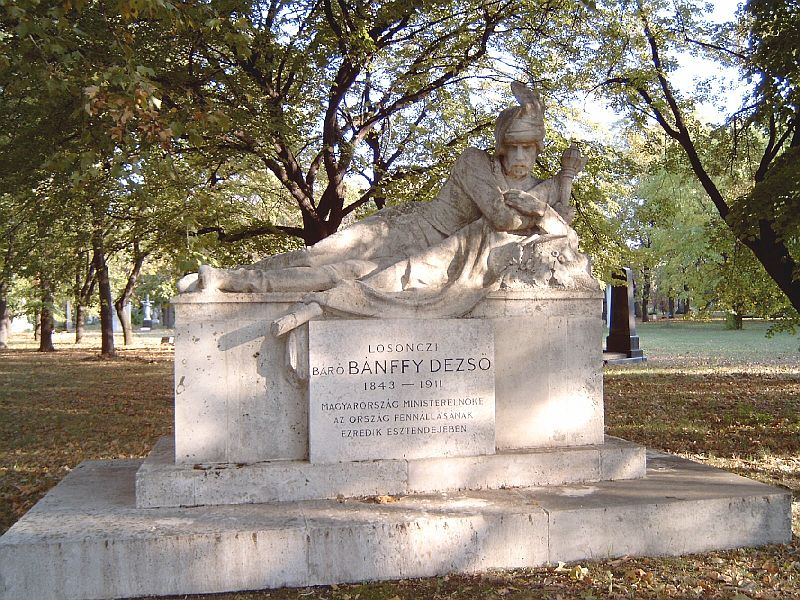
Túmulo de Dezső Bánffy no cemitério de Kerepesi

A determinação de Bánffy permitiu-lhe resistir a todas essas tempestades, e suas negociações subsequentes com a Áustria quanto a cotas e aos tratados comerciais, com uma considerável vantagem política para a Hungria, permitiram-lhe viver um tempo em paz com a oposição. Mas em 1898 a oposição, agora animada pelo ódio pessoal, aproveitou-se das crescentes dificuldades do governo nas negociações com a Áustria e recusou-se a aprovar o orçamento até que se chegasse a um entendimento definitivo. Eles se recusaram a ficar satisfeitos com qualquer coisa que não fosse a demissão de Bánffy, e a paixão foi tão grande que, em 3 de janeiro de 1899, Bánffy lutou um duelo com seu adversário mais amargo, Horánszky.
Em 26 de fevereiro, Bánffy renunciou para salvar o país de sua situação "ex-lex" ou inconstitucional. Foi condecorado pelo rei e recebeu a liberdade da cidade de Buda. Posteriormente, contribuiu para derrubar o governo de István Tisza e, em maio de 1905, ingressou no ministério de Ferenc Kossuth.
Em 1906 Bánffy, que se juntou à coalizão em oposição ao governo, rompeu com ela sobre as questões militares relacionadas com o rei, que ele desejava eliminar, e em 1908 tornou-se líder dos aspectos progressistas e, como presidente da Liga do Sufrágio, iniciou uma agitação pelo sufrágio universal, secreto e igual. Em 1910, ele se tornou presidente do Clube da Reforma.